# Micha Fehre
Micha Fehre, né le 18 avril 1997 à Ingolstadt, est un homme politique allemand. 

## Biographie
Micha Fehre naît le 18 avril 1997 à Ingolstadt. Membre de l'AfD, il est élu au Bundestag en 2025.